# Zlatá devadesátá
Zlatá devadesátá (v anglickém originále That '90s Show) je 11. díl 19. řady (celkem 411.) amerického animovaného seriálu Simpsonovi. Scénář napsal Matt Selman a díl režíroval Mark Kirkland. V USA měl premiéru dne 27. ledna 2008 na stanici Fox Broadcasting Company a v Česku byl poprvé vysílán 19. dubna 2009 na stanici ČT2.

## Děj
Rodina Simpsonových trpí ve svém domě mrazem, protože Homer, spoléhaje na globální oteplování, nezaplatil účet za topení. Bart a Líza při hledání předmětů na podpal objeví krabici s diplomem Marge ze Springfieldské univerzity. Homer a Marge vypadají šokovaně, když děti diplom najdou, a tvrdí, že pochází z doby, kdy spolu chodili, což Barta zmate, protože Marge mu řekla, že byl počat hned poté, co Marge a Homer opustili střední školu. Líza provede několik výpočtů a zjistí, že vzhledem k tomu, že Bartovi je deset let a Homerovi a Marge je kolem třicítky, se musel Bart narodit později. Marge a Homer pokračují v popisu jednoho z temnějších období svého vztahu, druhé poloviny devadesátých let. 
V retrospektivě spolu mladší Homer a Marge šťastně chodí a žijí spolu v bytě po dokončení střední školy. Marge je vášnivou čtenářkou a Homer je členem skupiny R&B spolu s Lennym, Carlem a Louem. Jednoho rána se Marge probudí a zjistí, že byla přijata na Springfieldskou univerzitu, ale je šokována vysokou cenou školného. Homer se nad Marge slituje a rozhodne se přijmout práci v otcově oblíbeném skladu laserů, aby jí pomohl školu zaplatit. Na Springfieldské univerzitě je Marge navzdory Homerovu nesouhlasu ohromena prostředím a radikálním feministickým profesorem historie Stefanem Augustem. 
Marge Augusta rychle začne obdivovat a mezi oběma vzniká vzájemná přitažlivost. August začne Marge manipulovat tím, že jí namluví, že Homer je obyčejný „měšťák“, který by její intelekt neocenil. Přijde šokovaný Homer a přistihne je spolu. Ve svém hněvu znovu vytvoří svou skupinu R&B s novým zvukem nazvaným „grunge“, což Homer vysvětlí jako zkratku pro „Guitar Rock Utilizing Nihilist Grunge Energy“. Jeho kapela se přejmenuje na Smutgasmus a zpívá píseň, kterou Homer nazývá „Politically Incorrect“ (podle písní „Frances Farmer Will Have Her Revenge On Seattle“ a „Heart Shaped Box“ od Nirvany). Na koncert dorazí Marge, jež přizná, že ji Homerova nová hudba znervózňuje, zatímco Homer se vysmívá její přitažlivosti k Augustovi, což způsobí, že jejich vztah skončí. Marge začne chodit s Augustem a Homer je z toho zničený. 
Homer předvede novou píseň s názvem „Shave Me“ (podle písně „Rape Me“ od Nirvany), což způsobí, že se stane tak slavným, že obdivovatelé obklopí jeho nové sídlo a Weird Al Yankovic předvede parodii na tuto píseň s názvem „Brain Freeze“, což vede k tomu, že nešťastný Homer se začne nudit vlastní slávou. Marge a August náhodou uslyší úryvek Homerovy písně během rande, krátce předtím, než se poprvé políbí. Když August vběhne na pláž, šokuje Marge tím, že jí prozradí, že manželství považuje za misogynii, což Marge rozzlobí, protože se touží jednou vdát. Marge se s Augustem rozejde, což mu zlomí srdce. Nešťastná Marge je překvapena, když zjistí, že Homer jí věnoval píseň „Margerine“ o jejich vztahu. Přeruší je speciální reportáž s Kurtem Loderem, která odhalí, že se skupina Smutgasmus rozešla a Homer je zalezlý ve svém sídle s údajnou závislostí na drogách. Po příjezdu tam Marge zničí injekční stříkačky a brzy se o Homera začne starat. Zjistí také, že stříkačky byly naplněny inzulínem na Homerovu cukrovku, kterou dostal poté, co vypil příliš mnoho frappuccina. Posléze se dvojice znovu setká na minigolfovém hřišti a užívá si tam sexu, což naznačuje, že právě zde a tehdy počali Barta, ačkoli Bart a Líza během tohoto odhalení usnou. Když Homer a Marge ukončí své vyprávění, August, který vzpomínky dvojice sledoval za oknem, je posměšně označí za „měšťáky“ a odejde.

## Přijetí
Epizodu sledovalo odhadem 7,6 milionu diváků.
Richardu Kellerovi z TV Squad se líbilo mnoho kulturních odkazů na 90. léta, ale cítil zklamání, že díl změnil kontinuitu Simpsonových.
Robertu Canningovi z IGN se epizoda silně nelíbila, také měl pocit, že změna kontinuity nebyla dobrou volbou. Uvedl: „To, co Zlatá devadesátá udělala, nebylo ani super, ani zajímavé. Místo toho to urazilo celoživotní fanoušky Simpsonových po celém světě. Tímto dílem se scenáristé rozhodli změnit historii rodiny Simpsonových.“. Epizodě dal hodnocení 3 z 10 a navrhl, že se díl měl odehrávat o deset let dříve, aby zapadal do klasické simpsonovské kontinuity. Později dodal, že je to jeho nejméně oblíbená epizoda 19. řady a že je to „epizoda, kterou vymaže ze své osobní simpsonovské paměťové banky“.